# Avia BH-2
Die Avia BH-2 war ein leichtes einsitziges Sportflugzeug des tschechischen Flugzeugherstellers Avia aus dem Jahr 1921. Der abgestrebte Schulterdecker sollte mit einem 18 PS (13 kW) leistenden Motor angetrieben werden – entweder einem ursprünglichen Motorrad-V2-Motor von Indian oder einem britischen 2-Zylinder-Boxermotor Bristol Cherub. Die Konstrukteure des Flugzeugs waren Pavel Beneš und Miroslav Hajn.
Wegen begrenzter finanzieller Mittel waren für dieses Projekt keine Gelder vorhanden. Es wurde nur ein Prototyp gebaut und es ist nicht bekannt, ob die Maschine je flog.

## Technische Daten
| Kenngröße             | Daten                              |
| --------------------- | ---------------------------------- |
| Besatzung             | 1                                  |
| Länge                 | 5,34 m                             |
| Spannweite            | 7 m                                |
| Höhe                  | ? m                                |
| Flügelfläche          | ? m²                               |
| Leermasse             | 100 kg                             |
| max. Startmasse       | ? kg                               |
| Reisegeschwindigkeit  | ? km/h                             |
| Höchstgeschwindigkeit | ? km/h                             |
| Dienstgipfelhöhe      | ? m                                |
| Reichweite            | ? km                               |
| Triebwerke            | 1 × V2-Motor Indian, 13 kW (18 PS) |